# Krążownik ciężki

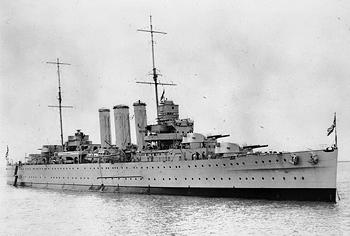
HMS „Cornwall” typu County – przedstawiciel licznej brytyjskiej serii wczesnych krążowników ciężkich

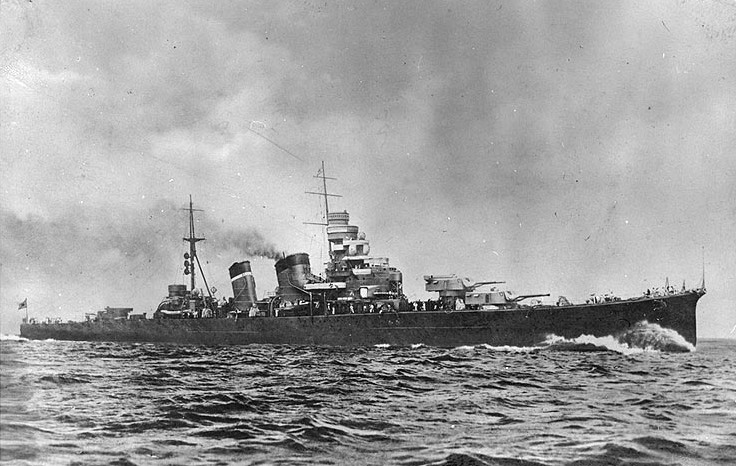
Japoński „Aoba” – jeden z najmniejszych ciężkich krążowników

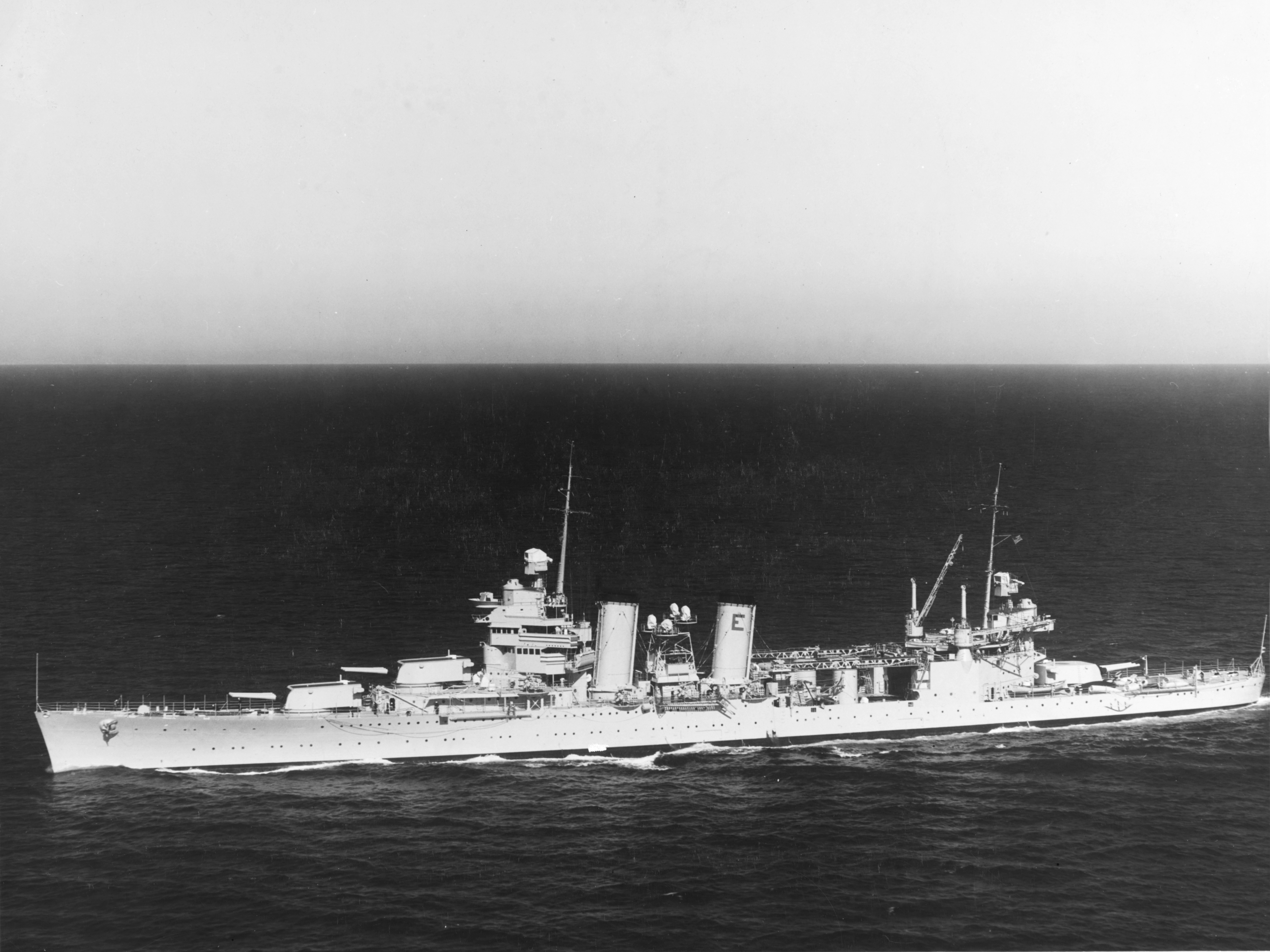
USS „Minneapolis” typu New Orleans – typowy amerykański krążownik ciężki średniego pokolenia

Krążownik ciężki – historyczna klasa dużych okrętów artyleryjskich, podklasa krążowników. Klasa ta wykształciła się w latach 20. XX wieku i budowana była do pierwszych lat po II wojnie światowej. Krążowniki ciężkie początkowo nazywane były też krążownikami waszyngtońskimi. Podstawowym ich zadaniem było wspieranie innych okrętów w czasie bitew morskich, współdziałanie w ramach większych zespołów i niszczenie wrogiej żeglugi w ramach działań samodzielnych oraz ochrona własnych linii żeglugowych.

## Powstanie
Podpisany w 1922 przez główne potęgi morskie rozbrojeniowy traktat waszyngtoński ograniczył wyporność posiadanych krążowników do 10 000 ton, kaliber dział – do 203 mm (8 cali), a liczbę dział głównego kalibru na okręcie – maksymalnie do 10 (parametry te zostały ustalone pod wpływem Brytyjczyków, którzy pod koniec I wojny światowej wybudowali serię dużych krążowników typu Hawkins o wyporności 9800 ton i uzbrojeniu w 7 dział 190 mm). Ponieważ traktat zabraniał budowy okrętów liniowych, większość potęg morskich zaczęła w następstwie budować krążowniki o maksymalnej dopuszczalnej wyporności i kalibrze dział 203 mm, nazywane początkowo „krążownikami waszyngtońskimi”. Jednym z pierwszych nowo zbudowanych był udany brytyjski typ County, słabo opancerzony, lecz o dużej odporności konstrukcji. Dopiero konferencja londyńska z 1930 zdefiniowała krążowniki uzbrojone w działa o kalibrze powyżej 155 mm – do 203 mm jako krążowniki ciężkie lub krążowniki "typu A", ograniczając jednocześnie ich dopuszczalną liczbę w marynarkach państw, które ratyfikowały traktat.
W odróżnieniu od budowanych na przełomie wieków krążowników pancernych, nowo budowane krążowniki ciężkie konstrukcyjnie wywodziły się z dużych krążowników lekkich. W zasadzie jedyną różnicę między dużymi krążownikami lekkimi a krążownikami ciężkimi stanowiło uzbrojenie – krążowniki lekkie miały armaty kalibru 150-155 mm. Japońskie duże krążowniki lekkie typu Mogami zostały nawet przebudowane na krążowniki ciężkie (były one zbudowane jako lekkie z powodu wyczerpania limitu krążowników ciężkich; uzbrojone początkowo w 15 dział kalibru 155 mm z założeniem, że pięć trzydziałowych wież zostanie zastąpionych taką samą liczbą wież dwudziałowych z działami kaliber 203 mm). Również amerykańskie krążowniki lekkie i ciężkie z końca II wojny światowej były zbliżone konstrukcyjnie, przy podobnych wymiarach, wyporności i opancerzeniu.
Od samego zarania klasa krążowników ciężkich była okrętami o niezrównoważonych charakterystykach, ponieważ jak się okazało, przy zachowaniu ograniczeń wyporności trudno było zbudować okręty, których pancerz chroniłby przed pociskami okrętów tej samej klasy, a nawet lekkich krążowników. Zwłaszcza pierwsze konstrukcje krążowników ciężkich, budowane do końca lat 20., były szczególnie słabo opancerzone, a nacisk kładziono na dobre własności morskie, pozwalające na działania „krążownicze”, związane z ochroną szlaków komunikacyjnych lub niszczeniem wrogiej żeglugi.
Siłę bojową krążowników ciężkich określały elementy takie jak: uzbrojenie – zarówno liczba dział jak i ich rozmieszczenie, dające ciężar salwy burtowej i siłę ognia okrętu, opancerzenie – jego grubość i rozmieszczenie dające mu niezatapialność i odporność na ciosy oraz prędkość – decydująca o możliwościach unikania silniejszego przeciwnika (tu też mieści się zasięg okrętu).

## Wyporność
Wyporność standardowa większości okrętów tej klasy budowanych przed drugą wojną światową oscylowała w traktatowych granicach 10 000 ton. Wyjątkami były okręty japońskie i niemieckie budowane w okresie poprzedzającym wojnę. Japończycy wybudowali serię 8 krążowników ciężkich typów Myoko i Takao o wyporności przekraczającej 13 400 ton, mimo iż oficjalnie podawano wyporność 9300 ton. Drugim przypadkiem były wspomniane krążowniki typu Mogami o wyporności 12400 ton. Niemcy zbudowali z kolei ciężkie krążowniki typu Admiral Hipper o wyporności aż 14 200 ton. Rzadziej budowano mniejsze okręty, o wyporności około 8000 ton, jak brytyjskie "oszczędnościowe" krążowniki „Exeter” i „York”, a także japońskie typu Furutaka, zaprojektowane jeszcze przed wejściem w życie traktatu waszyngtońskiego i ich rozwinięcie, typu Aoba.
W okresie II wojny światowej, gdy ograniczenia z przyczyn oczywistych przestały być przestrzegane, wyporność nowo budowanych (w zasadzie już tylko w USA) krążowników ciężkich wzrosła, przekraczając 13 000 ton i sięgając 17 200 ton w powojennym typie Des Moines – ostatnich zbudowanych ciężkich krążownikach.

## Uzbrojenie
Uzbrojenie główne krążowników ciężkich było wyjątkowo jednolite – w zdecydowanej większości okrętów składało się z 8 lub 9 dział kalibru 203 mm, rozmieszczonych w dwu- lub trzydziałowych wieżach. Japońskie cztery mniejsze krążowniki ciężkie typów Furutaka i Aoba miały 6 dział, podobnie jak brytyjski typ Exeter, natomiast większe krążowniki japońskie miały 10 dział w 5 wieżach.
Jedyne wyjątki odnośnie do kalibru dział stanowiły trzy niemieckie tzw. „pancerniki kieszonkowe” (panzerschiff) uzbrojone w 6 dział kalibru 280 mm, będące jednak okrętami trudnymi do jednoznacznego zaklasyfikowania, gdyż były zbudowane na zamianę starych pancerników i nie odnosiły się do nich ograniczenia dotyczące ciężkich krążowników, także wielkościowe (miały one wyporność 11 700 ton). W 1941 roku jednak przeklasyfikowano te okręty na ciężkie krążowniki. Wyjątkiem w drugą stronę były brytyjskie „przedwaszyngtońskie” krążowniki typu Hawkins, uzbrojone w 5 do 7 dział 190 mm. Należy wspomnieć, że działa mniejszego kalibru nosiły także okręty państw niebędących wprawdzie stronami traktatu londyńskiego, niemniej określane w literaturze jako ciężkie krążowniki: radzieckie okręty typu Kirow, uzbrojone w 9 dział kalibru jedynie 180 mm oraz „przedwaszyngtoński” krążownik „Krasnyj Kawkaz” uzbrojony w 4 działa 180 mm, a także dwa argentyńskie okręty typu Almirante Brown uzbrojone w 6 dział 190 mm.
Artyleria pomocnicza składała się z uniwersalnych dział średniego kalibru umieszczonych zwykle w dwulufowych wieżach, przeznaczonych do zwalczania celów zarówno nawodnych jak i powietrznych. W związku z wzrastającym zagrożeniem ze strony samolotów montowano coraz większą liczbę szybkostrzelnych małokalibrowych działek przeciwlotniczych o kalibrze od 20 do 40 mm. Dobrym przykładem mogą być okręty japońskie, np. wspomniany krążownik „Atago” miał na początku 4 działa uniwersalne 120 mm i 8 działek przeciwlotniczych 25 mm; z czasem wymieniono działa 120 mm na 8 x 127 mm, dodano 8 działek 25 mm, a po kolejnych modernizacjach liczba działek wzrastała do 32, a potem do 60.

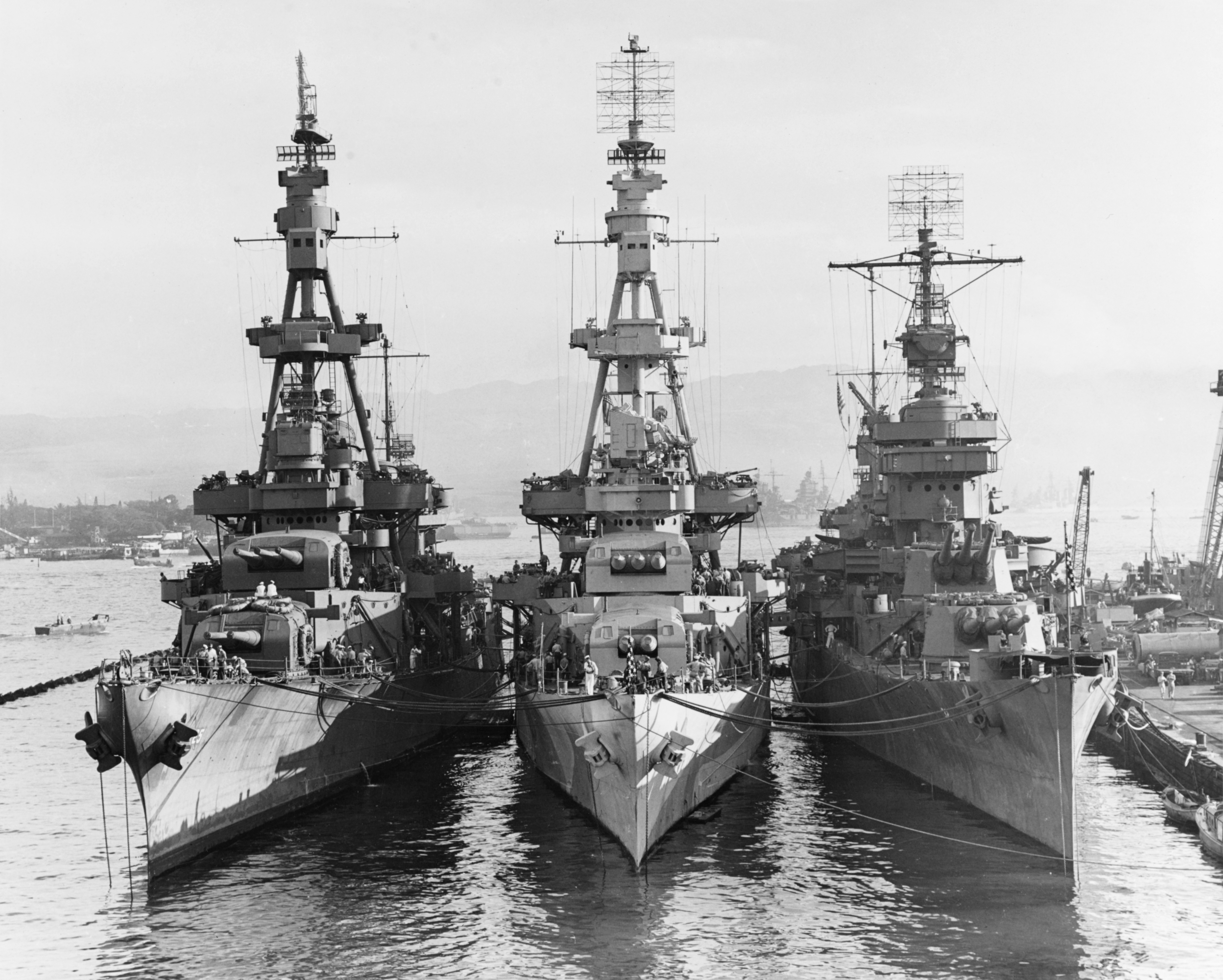
Amerykańskie ciężkie krążowniki: USS „Salt Lake City” i USS „Pensacola” (oba typu Pensacola) i USS New Orleans (od lewej)

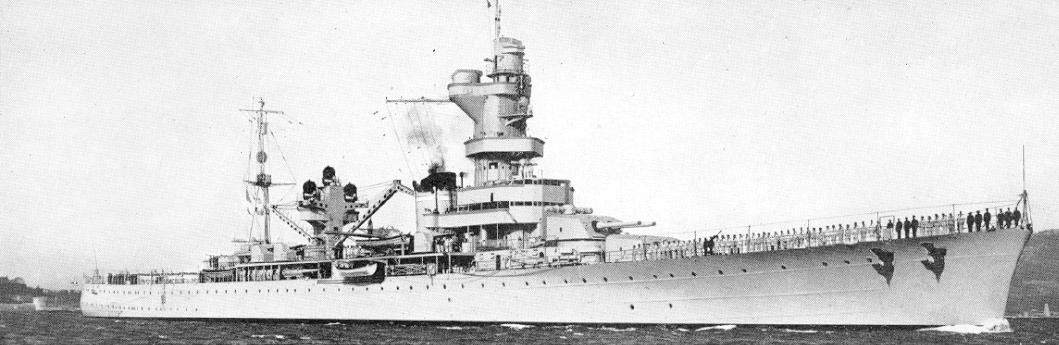
Francuski „Algérie” – jeden z najsilniejszych przedwojennych ciężkich krążowników

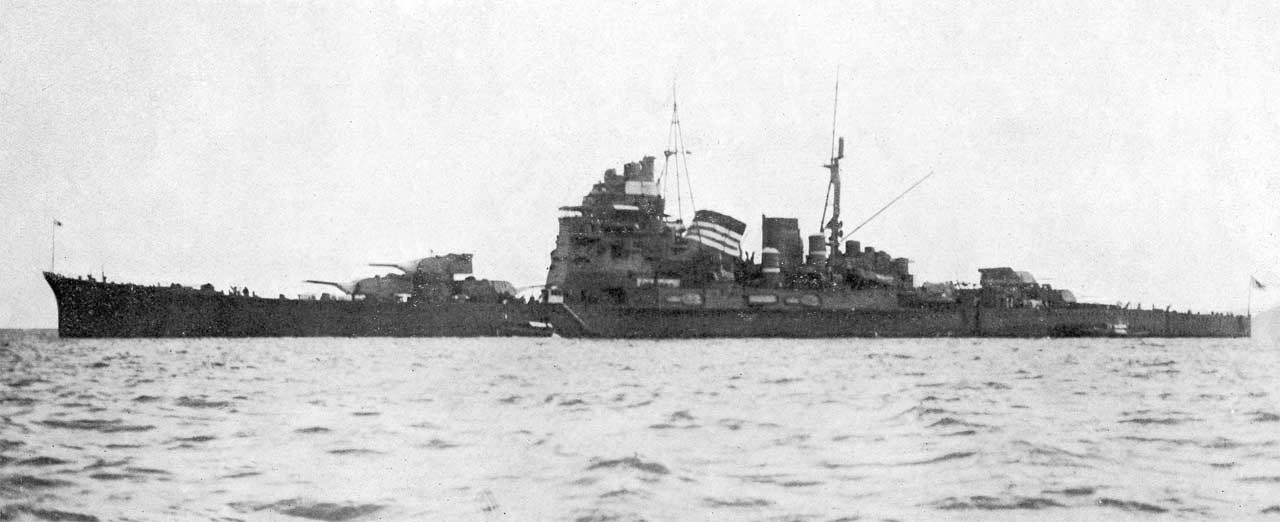
Japoński krążownik „Takao”

Okręty amerykańskie miały zazwyczaj 9 dział kalibru 203 mm w trzech trzydziałowych wieżach i 8–12 dział uniwersalnych kalibru 127 mm oraz małokalibrową artylerię przeciwlotniczą. Na okrętach niemieckich, brytyjskich i francuskich najczęściej montowano 8 dział kalibru 203 mm i artylerię przeciwlotniczą składającą się z 8–12 dział kalibru 100–105 mm oraz artylerię małokalibrową.
Oprócz artylerii na krążownikach montowano też wyrzutnie torpedowe – nie wszystkie okręty jednak posiadały tę broń w swym arsenale. Najczęściej stosowano torpedy kalibru 533 mm. Japończycy używali torped kalibru 609 mm, tak zwanych „Długich lanc”. Liczba wyrzutni wahała się od 8 do nawet 16 w przypadku okrętów japońskich. Japońska doktryna kładła bardzo duży nacisk na użycie tych bardzo skutecznych podwodnych pocisków. W japońskiej marynarce doprowadzono do perfekcji taktykę torpedową, japońskie ataki torpedowe były zabójcze ze względu zarówno na jakość użytych torped i ich siłę niszczącą, jak i skuteczność, jeśli chodzi o celność i szybkość wyrzucania salw torpedowych.

## Opancerzenie
Opancerzenie krążowników ciężkich było znacznie słabsze niż na pancernikach, w dużej liczbie okrętów tej klasy porównywalne z opancerzeniem krążowników lekkich. Właśnie opancerzenie było ogólnym słabym punktem tej klasy. W wielu konstrukcjach, zwłaszcza wczesnych, ograniczało się ono jedynie do najistotniejszych obszarów, a jego grubość nie dochodziła do 100 mm. Rzadko grubość pancerza przekraczała 150 mm. Na przykład brytyjskie krążowniki ciężkie typu Exeter miały opancerzenie burtowe o grubości 76 mm, pokładu 51 mm i tyle samo na wieżach artylerii głównej. Wprawdzie były to okręty budowane jako "oszczędnościowe", o wyporności 8390 ton, uzbrojone w 6 dział 203 mm, jednakże standardowe brytyjskie krążowniki ciężkie typu County nie miały praktycznie pancerza burtowego, poza burtami ze stali grubości 25 mm, a jedynie komory amunicyjne miały chronione pancerzem 100 mm. Niemiecki typ Admiral Hipper, pomimo swojej wielkości, miał grubość pancerza burtowego jedynie 80 mm, lecz za to wież artylerii od frontu 160 mm.
Pierwsze francuskie okręty tej klasy, typu Duquesne, były praktycznie nieopancerzone, a włoskie były słabo opancerzone, jednakże w latach trzydziestych Francuzi zbudowali silnie opancerzony krążownik „Algérie" (burty 110 mm), a Włosi serię 4 krążowników typu Zara o wyporności 11 500 ton, z najlepszym wówczas opancerzeniem burt 150 mm.
Amerykańskie okręty wczesnych typów np. Houston i Northampton, o wyporności 9010 ton, miały opancerzenie: 95 mm na burtach, 51 mm na pokładzie, 63 mm – wieże artylerii głównej, jednak już kolejne typy amerykańskich krążowników były jednymi z najlepiej opancerzonych okrętów tej klasy. Następne okręty typu New Orleans miały wyporność 10 100 ton i miały opancerzenie odpowiednio: 127, 57 i 152 mm. Dopiero jednak po odejściu od limitu wyporności, jednostki typu Baltimore budowane w dużej liczbie podczas wojny, miały pancerz burtowy 152 mm, pokładowy 64 mm i artylerii aż 203 mm.
Większość okrętów japońskich legitymowała się większą wypornością od ich zachodnich odpowiedników, jednakże grubość ich pancerza burtowego nie przekraczała 102 mm, znacznie słabiej opancerzone były wieże. Wspomniane już okręty typu Atago miały stosunkowo silną konstrukcję i potężną nadbudówkę. Działa były rozmieszczone aż w 5 wieżach – razem wzięte, utrudniało to wzmocnienie opancerzenia (każda z wież musiała mieć własne barbety i ciągi amunicyjne, które dużo ważyły). Pancerz burtowy miał grubość 125 mm w okolicy komór amunicyjnych, pokładowy 35 mm, a artylerii 25 mm – jak na okręt o wyporności 13 400 ton nie są to najwyższe wartości.

## Prędkość
Trzecim czynnikiem określającym zdolność i siłę bojową jest prędkość. Umożliwia ona skuteczniejsze manewrowanie i unikanie ciosów, a w razie konieczności oderwanie się od przeciwnika. Krążowniki ciężkie, z racji swej mniejszej od pancerników odporności na ciosy oraz zadań jakie przed nimi postawiono musiały mieć stosunkowo dużą prędkość. Okręty te otrzymywały siłownie turbinowe o mocy przekraczającej 70 000, a nierzadko nawet 100 tys. KM, które pozwalały na uzyskanie prędkości powyżej 32 węzłów. Okręty amerykańskie, na przykład typu New Orleans, miały siłownie turbinowe o mocy 107 tys. KM pozwalające rozwijać maksymalną prędkość 32,7 węzła. Typ Houston miał takie same siłownie i rozwijał 32,5 węzła. Japońskie okręty były zazwyczaj trochę szybsze od amerykańskich, np. krążowniki typu Furutaka – 102 tys. KM i 34,5 węzła, typ Atago – 130 tys. KM i 35,5 węzła.
Zazwyczaj stosowanym typem napędu były siłownie turbinowe; jedynym wyjątkiem był, przeklasyfikowany zresztą na ciężki krążownik, a zbudowany jako klasa pomiędzy okrętem liniowym a krążownikiem ciężkim, typ niemiecki Deutschland, tzw. „pancernik kieszonkowy”. Siłownia na trzech jednostkach tego typu była bardzo nietypowa i składała się z silników wysokoprężnych pozwalających rozwinąć prędkość maksymalną wynoszącą 28 węzłów.

## Los
Krążowniki ciężkie podzieliły los pancerników, a szerzej: wszystkich ciężkich okrętów artyleryjskich. W związku z rozwojem lotnictwa i brakiem odporności na atak z powietrza, zaprzestano ich budowy. Ostatnim zbudowanym typem ciężkich krążowników był amerykański typ Des Moines z 1948 roku, z szybkostrzelnymi armatami 203 mm. Ostatnie krążowniki ciężkie wycofano z flot w latach 70. Nieliczne okręty przebudowano na krążowniki rakietowe. Obecnie nie buduje się już w ogóle okrętów typowo artyleryjskich, a miejsce artylerii na krążownikach zajęły teraz rakiety kierowane (artyleria pozostała w postaci zazwyczaj jednej lub dwóch uniwersalnych armat kalibru do 127 mm, oraz lufowych zestawów przeciwrakietowych „ostatniej szansy”).